# Malá Trasovka
Malá Trasovka je potok v okrese Karlovy Vary. Potok je dlouhý 16,5 km, plocha povodí měří 29,3 km² a průměrný průtok v ústí je 0,16 m³/s. Spravuje ho státní podnik Povodí Vltavy.
Potok pramení v Doupovských horách ve Vojenském újezdu Hradiště jihozápadně od vrcholu hory Hradiště v nadmořské výšce 860 m n. m. Odtud teče na jih převážně odlesněnou krajinou Doupovských hor a vojenský prostor opouští severně od osady Hřivínov. Od Hřivínova teče podél železniční trati 163 a až k Čichalovu probíhá přibližně podél toku hranice mezi Doupovskými horami a Tepelskou vrchovinou. Necelý jeden kilometr jižně od Kovářova se z levé strany vlévá do Velké Trasovky. Nemá žádné větší přítoky.